# Ламейкин, Дмитрий Викторович
Дмитрий Викторович Ламейкин (род. 27 февраля 1977, Краснодар) — российский государственный и политический деятель, депутат Государственной Думы VII созыва, член фракции «Единая Россия», член комитета Госдумы по контролю и Регламенту.

## Биография
В 2002 году получил высшее образование по специальности «Юриспруденция» окончив Институт экономики, права и естественных специальностей, в 2006 году Российскую академию государственной службы при президенте РФ по специальности «государственное и муниципальное управление». В 2007 году защитил кандидатскую диссертацию на тему «Региональная экономическая политика и механизм её реализации» в Государственном университете управления. Кандидат экономических наук.
С 1997 по 1999 год работал в объединённой редакции ООО «Вольная Кубань» заместителем главного редактора. С 1999 по 2010 год занимал должность директора в ООО «Радио 107» . С 1995 года Член Союза Журналистов России.
В октябре 2010 года был избран депутатом Городской думы Краснодара V созыва по одномандатному избирательному округу № 34. 5 января досрочно сложил полномочия депутата Городской думы Краснодара в связи с передачей вакантного мандата Законодательно собрания Краснодарского края IV созыва.
В октябре 2012 года избран депутатом Законодательного Собрания Краснодарского края V созыва по одномандатному избирательному № 4.
С 2012 по 2017 год — Председатель Совета молодых депутатов Краснодарского края
В сентябре 2016 года избран депутатом Государственной думы РФ VII созыва по одномандатному избирательному округу № 47.
Из-за поддержки российской агрессии и нарушения территориальной целостности Украины во время российско-украинской войны находится под персональными международными санкциями разных 27 стран ЕС, Великобритании, США, Канады, Швейцарии, Австралии, Японии, Украины, Новой Зеландии.

## Законотворческая деятельность
С 2016 по 2019 год, в течение исполнения полномочий депутата Государственной Думы VII созыва, выступил соавтором 129 законодательных инициатив и поправок к проектам федеральных законов.